# Rio (Keith Jarrett)
Rio è un album dal vivo del pianista statunitense Keith Jarrett, pubblicato nel 2011. L'album è stato registrato durante il concerto tenutosi nel theatro municipal, della città carioca, il 9 aprile 2011.

## Tracce
Disco 1
1. Part I – 8:40
2. Part II – 6:52
3. Part III – 6:00
4. Part IV – 4:13
5. Part V – 6:25
6. Part VI – 7:00

Disco 2
1. Part VII – 7:28
2. Part VIII – 4:58
3. Part IX – 5:02
4. Part X – 5:01
5. Part XI – 3:20
6. Part XII – 6:09
7. Part XIII – 7:03
8. Part XIV – 5:40
9. Part XV – 6:34